# Kisbeszterce
Kisbeszterce is een plaats (község) en gemeente in het Hongaarse comitaat Baranya. Kisbeszterce telt 100 inwoners (2001).